# Pieter Magerman
Pieter Magerman (Brussel, 6 april 1892 – Zottegem, 5 augustus 1963) was een Belgisch toneelschrijver. Hij werd geboren in Brussel, maar groeide op in Zottegem, waar hij werd opgevoed door zijn grootmoeder. Magerman schreef met name pessimistische toneelstukken, met een sociale lading. Naast het schrijven werkte Magerman als ambtenaar op een van de ministeries. Zottegem en zijn werk als ambtenaar waren onderwerpen die vaker terugkwamen in de stukken van Magerman. Pieter Magerman was de vader van dichter Adriaan Magerman.

## Werken
- De Snoeper
- De Strijd om Genade
- Het leven van de heilige kleine Theresia van het kind Jezus en van het Heilig Aanschijn